# マイダリ・バラ
マイダリ・バラ(サンスクリット: मैत्रेय पाल् Maidari pal、中国語: 買的里八剌、1362年? -?)とは、元末明初におけるモンゴルの皇族で、ビリクト・ハーン(昭宗アユルシリダラ)の息子。明軍の捕虜となったが後に釈放され、モンゴルに戻ってハーンとなった。
「マイダリMaidari」はサンスクリット語のMaitriya(＝弥勒)に由来する単語で、チベット仏教に由来する人名である。

## 概要
洪武帝の派遣した遠征軍の攻撃によって大都を離れたウハート・ハーンは上都にまで逃れ、上都もまた攻撃を受けると更に北方の応昌府にまで逃れた。応昌府にてウハート・ハーンは崩御し、その息子アユルシリダラがビリクト・ハーンとして即位した。洪武3年(1370年)、李文忠率いる遠征軍は応昌府を攻囲して陥落させ、多数の捕虜を得たが、その中で最も重要な人物が「元主嫡孫」のマイダリ・バラであった。
応昌の戦いの翌月、南京に送られてきたマイダリ・バラの処遇を巡って議論が起こった。楊憲らはマイダリ・バラを捕虜の代表として宗廟に捧げる「献俘」という儀礼を行うべしと主張したが、洪武帝は「確かに古代には献俘の儀礼があったとされるが、殷を滅ぼした周の武王ですら献俘を行ったか定かではなく、行う必要はない」と反論した。これに対して楊憲は「唐の太宗も行ったという記録があります」と再反論したが、洪武帝は「唐の太宗が対象としたのは王世充という人物であって、仮に唐の太宗が隋の子孫を捕虜としたならば決して献俘の礼を行わなかっただろう」と答えた。また、洪武帝は「元は中国を百年近く統治し、朕の祖父は元のもたらした太平を享受している。そのことを思えば今マイダリ・バラを献俘の礼に用いるに忍びず、中国の衣冠を与えて明朝に帰順させれば良いであろう」と語り、マイダリ・バラを虜囚として見せしめにするのではなく、厚遇して明朝の懐の深さを宣伝する材料として用いる方針を明らかにした。
その2日後、マイダリ・バラはモンゴルの衣服を着たまま洪武帝及び皇太子に謁見し、その後一緒に捕らえられたハーンの后妃たちとともに中国の衣服と龍光山にある邸宅を賜った。更に洪武帝は「古くより新たな帝王が天下を得ると、前代の王朝の子孫を封じて存続させたものである……今古制を調べて、爾を侯爵位に封ずることとする」と語って、マイダリ・バラを崇礼侯に封じた。この時、洪武帝は臣下に「革命の際、前代の帝王の妃は往々にして礼を以て遇されなかったが、これは徳ある者のすることではない。今捕虜として連れてこられた后妃たちの飲食・住居には便宜を図らい、もしモンゴル高原に帰りたいと言う者がいれば送り返すべし」とも語り、あくまでマイダリ・バラらを厚遇しようとした。
これ以後、マリダリ・バラの存在は明朝及び洪武帝の徳を示す格好の事例としてしばしば他国への書簡に引用されるようになった。まずは安南・高麗・占城といった明朝周辺の諸外国に、その後は「元宗室部落臣民＝北元の残党」に、更に西アジア・東南アジアの諸国にまで、捕虜としたマイダリ・バラを崇礼侯に奉じる、邸宅を与える、母及び妃と同居させている、といった厚遇を施していることをアピールした。
洪武帝は諸外国への書簡に記したマイダリ・バラの厚遇を維持するためにしばしば衣服・食料を定期的に支給し、先祖を祀る儀礼用の馬・羊・豕も与えた。この後もビリクト・ハーンやその臣下への書簡でマイダリ・バラの存在について言及されている。
マイダリ・バラが明朝に捕まってから5年が経とうとする洪武7年(1374年)、洪武帝は崇礼侯マイダリ・バラが既に成長しきっており、モンゴル高原の父の下に返すべきであると廷臣に語った。こうしてマイダリ・バラは明朝から送り出され、これ以後、モンゴル高原に帰還したマイダリ・バラの動向について明朝は記録していない。

## マイダリ・バラの比定
明人の認識からするとビリクト・ハーンの後に即位すべきは崇礼侯マイダリ・バラであり、ビリクト・ハーンの後継者、すなわちモンゴル人が言う所のトグス・テムル・ウスハル・ハーンこそがマイダリ・バラと同一人物だと考えていた。しかし、マイダリ・バラ＝トグス・テムル・ウスハル・ハーンとすると不審な点が多いため、北元史学者はマイダリ・バラの正体について様々な論考を行ってきた。

### ウスハル・ハーン説
マイダリ・バラをトグス・テムル・ウスハル・ハーンと同一人物と見る説。前述したように当時の明人はこのように考えており、現代でも薄音湖がこの説を支持している。永楽帝はオルジェイ・テムル・ハーンに送った勅書の中で「洪武帝はトグス・テムル(妥古思帖木児)を保護してモンゴルに送り返し、後にトグス・テムルはハーンになった……」と述べており、少なくとも永楽帝の時代にはマイダリ・バラ＝トグス・テムル・ウスハル・ハーンという考えは明朝で広まっていたとわかる。
しかし、1388年に殺されたトグス・テムルは既に成人した息子を2人(天保奴と地保奴)有しており、1370年の時点でまだ幼児であったマイダリ・バラと同一人物とするにはやや無理がある。また、王世貞の「北虜始末志」には「恵宗(トゴン・テムル)次子益王脱古思帖木児(トグス・テムル)」という記述があり、これはトグス・テムルをトゴン・テムルの息子でアユルシリダラの弟とするモンゴル年代記の記述と合致する。そのため、和田清はマイダリ・バラとトグス・テムルは別人であり、トグス・テムルはトゴン・テムルの次男と解釈すべきと主張した。

### エルベク・ハーン説
近年になってブヤンデルゲルが主張しており、マイダリ・バラをトグス・テムルの三代後のハーン、エルベク・ニグレスクチ・ハーンに比定する説。この説の論点は主に2点で、1つめは前述したように「トゴン・テムルの孫でアユルシリダラの息子」というマイダリ・バラの年齢を考えた時、トグス・テムルよりもエルベク・ハーンに比定する方が自然なこと。2つめは両者の名前の類似で、「マイダリMaidari」は弥勒を意味する単語で「慈しみある者」といった意味を持つ。一方、「エルベク・ニグレスクチElbeg nigülesügči」という名称は、「エルベクElbeg」が「〜に富む」、「ニグレスクチnigülesügči」が「慈しみある心」をそれぞれ意味し、2つを併せると「慈しみある心を持つ者」といった意味になり、「マイダリMaidari」と同じ意味を持つ名前になる。
この説に従えばエルベク・ハーンはアユルシリダラの息子でクビライ家の一員ということになり、クビライの血を引くとされるダヤン・ハーンの祖先に位置づけるモンゴル年代記の記述とも合致する。また、『蒙古源流』などの伝える北元ハーンの系図はクビライ家とアリク・ブケ家のハーンが混ざっており信憑性の低いものであるが、エルベク・ハーン＝マイダリ・バラと考えると、(1)ウハート・ハーン,(2)ビリクト・ハーン,(3)エルベク・ハーン,(4)ハルグチュク・ホンタイジ,(5)アジャイ・タイジ,(6)アクバルジ・ジノン,(7)ハルグチュク・タイジ,(8)ボルフ・ジノン,(9)ダヤン・ハーンと一本筋の通った系図を描くことができる。